# Pseudohadena minuta
Pseudohadena minuta là một loài bướm đêm trong họ Noctuidae.